# Urydyno-5′-difosforan
Urydyno-5′-difosforan (UDP) – organiczny związek chemiczny, rybonukleotyd złożony z urydyny i dwóch grup fosforanowych. Fosforylacja UDP prowadzi do powstania UTP z utworzeniem wysokoenergetycznego wiązania bezwodnikowego. UDP powstaje z UTP w wyniku hydrolizy lub przeniesienia jednej reszty fosforanowej z UTP na akceptor (np. glukozę lub białko). Jest też produktem ubocznym biosyntezy glikogenu:
glikogenn + UDP-glukoza → glikogenn+1 + UDP